# Pesaro e Urbino
De provincie Pesaro-Urbino ligt in de Italiaanse regio Marche. In het noorden grenst ze aan de provincie Rimini (regio Emilia-Romagna) en de republiek San Marino. In het westen liggen de provincies Arezzo (Toscane) en Perugia (Umbrië) en ten slotte in het zuiden de provincie Ancona.

## Territorium
De provincie beslaat ongeveer het grondgebied van het oude hertogdom Urbino.
In het westen liggen de Apennijnen, de hoogste top is hier de Monte Carpegna (1415 meter). De bergketen vormt een natuurlijke grens met de buurregio's Umbrië en Toscane. Het binnenland is heuvelachtig, in het noordwesten ligt de historische streek Montefeltro. Het noordelijke deel van de kust bij Gabicce Mare is bergachtig en heeft de status van beschermd natuurgebied. Bij Pesaro en verder naar het zuiden zijn overwegend zandstranden te vinden. De provincie telt twee grote plaatsen: Pesaro en Fano, Urbino, de tweede hoofdstad is de belangrijkste kunststad.

## Belangrijke plaatsen
- Pesaro (90.311 inw.)
- Urbino (15.128 inw.)
- Fano (62.000 inw.)
- Fossombrone (9586 inw.)

## Bezienswaardigheden
De havenstad Pesaro is opgericht door de Romeinen in het jaar 184 voor Christus onder de naam Pisaurum. Het Piazza del Popolo is het hart van de stad. Hier staat het statige Palazzo Ducale. Pesaro is de geboortestad van de componist Gioacchino Rossini naar wie het conservatorium en theater vernoemd zijn. Ten westen van de stad ligt het natuurpark van de berg San Bartolo waarvan de wanden steil vanuit zee omhoog rijzen. Gradara behoort tot de best geconserveerde middeleeuwse plaatsen van Italië, het dorp is geheel door een hoge stadsmuur omgeven en wordt van bovenaf bewaakt door het kasteel Rocca.
De tweede provinciehoofdstad Urbino is samen met Ascoli Piceno de belangrijkste kunststad van de regio Marche. De ommuurde stad ligt op een heuvel op 485 meter hoogte. Belangrijkste monument is het 15e-eeuwse Palazzo Ducale met zijn markante torens aan de voorzijde. In het gebouw huist ook het museum Galleria nazionale delle Marche waar belangrijke werken te zien zijn als La Muta (Rafael), Veduta della Città Ideale (Piero della Francesca) en het Opstanding (Titiaan). Fano is de tweede stad qua grootte van de provincie. Ook deze stad heeft een Romeinse oorsprong en heette in die tijd Fanum Fortunea. De boog Arco di Augusto (9 na Chr.) dateert nog uit die periode.
Andere bezienswaardige plaatsen:
Cagli, het oude Romeinse Cale, gelegen aan de Via Flaminia die Rome met Rimini verbond. In de plaats staat de enorme toren Torrione di Cagli. De streek Montefeltro op de grens met de regio Emilia-Romagna telt vele ongeschonden middeleeuwse dorpen. Novafeltria (6577 inw.) is de grootste plaats van de streek, tot 1941 had het de naam Mercatino Marecchia. Het kasteel van San Leo heeft een spectaculaire ligging op de top van een rots, in de plaats staan vele vroeg-middeleeuwse monumenten waaronder de 12e-eeuwse kathedraal en het religieuze complex La Pieve waarvan delen uit de achtste eeuw dateren.

## Partnerschap
- Rastatt (Duitsland), sinds 1996

## Foto's

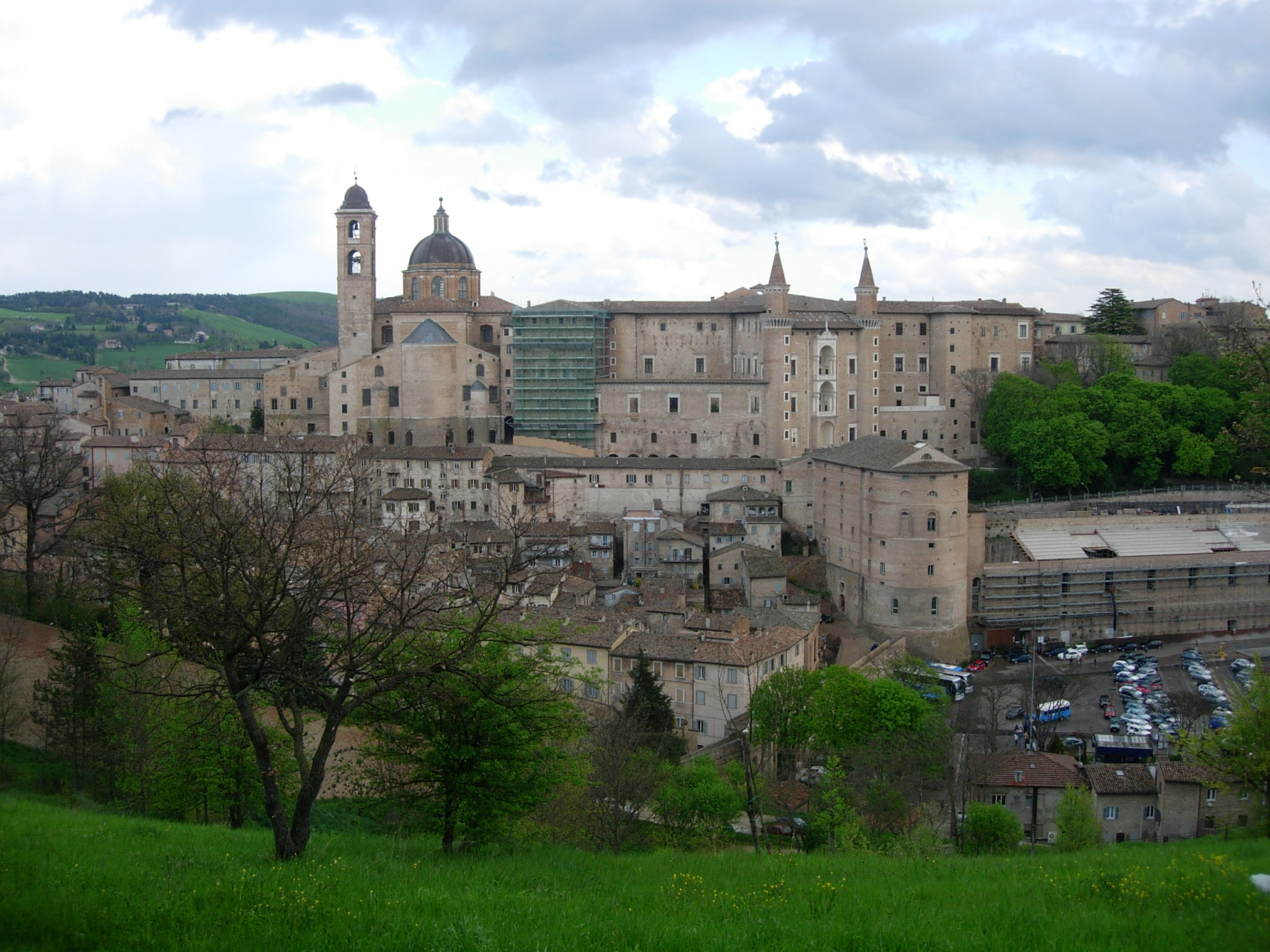
Urbino

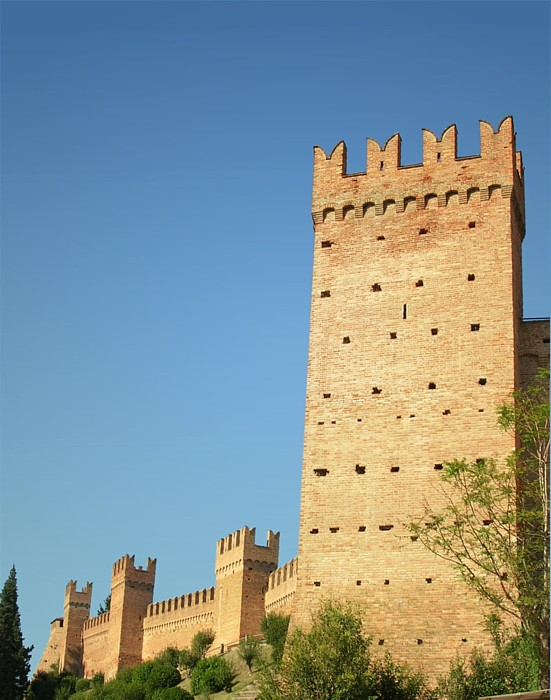
Gradara

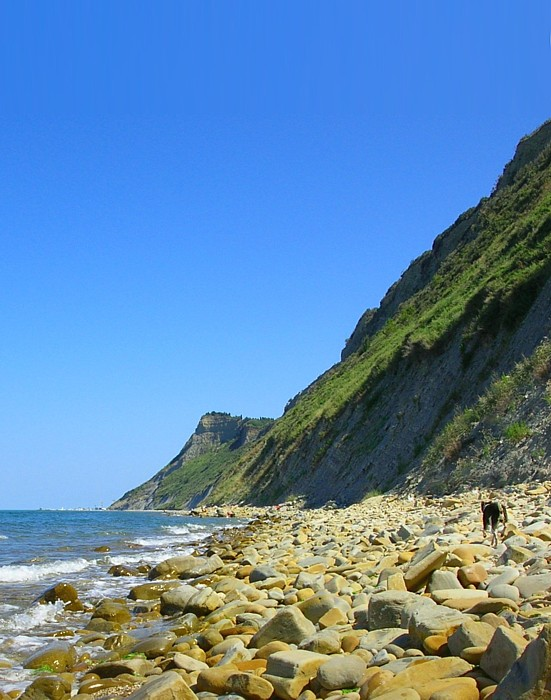
San Bartolo